# Pascal Richard
Pour les articles homonymes, voir Richard.
Pascal Richard, né le 16 mars 1964, à Vevey, est un coureur cycliste suisse. Il a été le premier cycliste professionnel champion olympique sur route lors des Jeux de 1996. Il a également été champion du monde de cyclo-cross et a remporté le Tour de Lombardie en 1993, Liège-Bastogne-Liège en 1996, le Tour de Suisse en 1994 et le Tour de Romandie en 1993 et 1994.

## Biographie
Pascal Richard est surtout connu pour avoir été le premier champion olympique professionnel sur route à Atlanta en 1996. Sa carrière a commencé bien avant cet évènement qui fut un des points forts d'une carrière entamée 10 ans plus tôt chez Jean de Gribaldy.
Avant d'être coureur, Pascal Richard voulait être architecte. Il est titulaire d'une licence. En 1986, il devient coureur professionnel dans l'équipe Kas dirigée par Jean de Gribaldy. Au début de sa carrière à l'instar de Adrie van der Poel, il compte parmi les meilleurs cyclo-crossmen mondiaux. Il remporte le titre de champion du monde de cyclo-cross en 1988.
Il remporte le championnat suisse de la montagne à plusieurs reprises. Il porte le maillot du meilleur grimpeur du Tour de France 1991 puis remporte le classement de la montagne du Tour d'Italie 1994 devant Marco Pantani.
En 1996, un mois après avoir remporté la 12e étape du Tour de France arrivant au Puy-en-Velay, il devient le premier professionnel champion olympique. Partant à 2 km de l'arrivée et résistant au peloton, il remporte la course devant Rolf Sørensen et Maximilian Sciandri. L'UCI n'attribue pas de maillot de champion olympique. Richard en fabrique un en incluant les anneaux à son maillot puis s'en fait fabriquer un, blanc avec les anneaux olympiques. Une série de blessures gêne sa fin de carrière.
En 2000, alors qu'il court chez Linda McCartney, il participe une dernière fois au Giro. En août, il apprend sa non-sélection pour les Jeux olympiques organisés à Sydney. Il met fin à sa carrière de coureur.
Depuis, il est devenu directeur sportif. Entre-temps, Pascal Richard ouvre une boutique de prêt-à-porter sur Montreux, qu'il fermera ensuite en 2008. À la suite de cela, il ouvre une entreprise de promotion immobilière (PRImmobilier) à Montreux, où il exerce sa première vocation de dessinateur architecte.
Il a prêté son nom à une course cyclo sportive "La Pascal Richard" à Bulle, appelée ensuite la "Gruyère Cycling Tour".

## Palmarès sur route

### Coureur amateur
- 1981
  - Martigny-Mauvoisin
- 1982
  - Martigny-Mauvoisin
- 1984
  - Tour du Pays de Gex
  - 2e de Martigny-Mauvoisin
- 1985
  - Sierre-Loye
  - Grand Prix Guillaume Tell :
    - Classement général
    - 7eb étape (contre-la-montre)

### Coureur professionnel
| - 1986 - Champion de Suisse de la montagne - 5eb étape du Tour des Asturies - Viège-Grächen - Martigny-Mauvoisin - 1987 - Champion de Suisse de la montagne - Viège-Grächen - 1re étape du Grand Prix Guillaume Tell - 2e du championnat de Suisse sur route - 2e du Grand Prix de Lausanne - 3e du Grand Prix Guillaume Tell - 1989 - Champion de Suisse sur route - Champion de Suisse de la montagne - 16e étape du Tour de France - Martigny-Mauvoisin - 6e du Grand Prix des Amériques - 1990 - Trois vallées varésines - 2e de Châteauroux-Limoges - 2e du Tour de Vénétie - 2e du Tour de Lombardie - 9e de la Classique de Saint-Sébastien - 1991 - Champion de Suisse de la montagne - Trofeo Laigueglia - 2e étape de Tirreno-Adriatico - Prologue et 5e étape du Tour de Romandie - 2e du Tour de Suisse - 2e des Trois vallées varésines - 1993 - Champion de Suisse sur route - 4e étape de la Semaine cycliste internationale - 1re étape du Critérium international - Tour de Romandie : - Classement général - 3e étape - 8e étape du Tour de Suisse - Trofeo dello Scalatore : - Classement général - 1re et 2e épreuves - Tour de Romagne - Tour du Latium - Tour de Lombardie - 2e du Tour d'Émilie | - 1994 - 5e étape de Paris-Nice - Tour du lac Léman - Grand Prix du canton d'Argovie - Tour de Romandie : - Classement général - 3e et 4eb (contre-la-montre) étapes - Tour d'Italie : - Classement de la montagne - 21e étape - Tour de Suisse : - Classement général - 4e étape - 2e du Tour de Berne - 2e du Tour de Toscane - 2e de Coire-Arosa - 3e du Tour de Lombardie - 7e de Paris-Nice - 7e du Grand Prix de Zurich - 1995 - 7e étape de Paris-Nice - Tour de la province de Reggio de Calabre - Grand Prix du canton d'Argovie - 13e et 19e étapes du Tour d'Italie - 4e étape de la Hofbrau Cup (contre-la-montre par équipes) - Trophée Melinda - Tour du Latium - 2e du Tour de Berne - 2e du championnat de Suisse sur route - 5e du championnat du monde sur route - 8e du Tour de Lombardie - 1996 - Champion olympique sur route - Liège-Bastogne-Liège - 14e étape du Tour d'Italie - 12e étape du Tour de France - 2e de la Klasika Primavera - 1998 - 4e étape du Tour du Trentin - 2e du Grand Prix Winterthur - 3e d'À travers Lausanne - 5e du Tour de Lombardie - 1999 - 1re étape du Tour de Suisse - Critérium des Abruzzes - Coire-Arosa |  |

### Résultats sur les grands tours

#### Tour de France
6 participations
- 1988 : abandon (3e étape)
- 1989 : 23e, vainqueur de la 16e étape
- 1990 : abandon (14e étape)
- 1991 : 49e
- 1992 : abandon (5e étape)
- 1996 : 47e, vainqueur de la 12e étape

#### Tour d'Italie
7 participations
- 1992 : 56e
- 1994 : 15e, vainqueur du  Classement de la montagne et de la 21e étape
- 1995 : 13e, vainqueur des 13e et 19e étapes
- 1996 : non-partant (19e étape), vainqueur de la 14e étape
- 1998 : abandon (6e étape)
- 1999 : 55e
- 2000 : non-partant (1re étape)

#### Tour d'Espagne
2 participations
- 1992 : abandon (10e étape)
- 1997 : 34e

### Résultats sur les championnats

#### Championnats du monde professionnels
- Duitama 1995 : 5e de la course en ligne

## Palmarès en cyclo-cross
| - 1984-1985 - 2e du championnat de Suisse de cyclo-cross - 1985-1986 - Champion de Suisse de cyclo-cross - Médaillé d'argent du championnat du monde de cyclo-cross - 1986-1987 - 2e du championnat de Suisse de cyclo-cross | - 1987-1988 - Champion du monde de cyclo-cross - 2e du championnat de Suisse de cyclo-cross - 1988-1989 - Champion de Suisse de cyclo-cross - 1989-1990 - 6e du championnat du monde de cyclo-cross |

## Palmarès sur piste
- 2000
  - 2e des Six Jours de Zurich (avec Adriano Baffi et Joan Llaneras)

## Distinctions
- Mendrisio d'or en 1993

## Livre
- Géant de la route, forçat de la vie. Le vrai visage d'un cycliste. Pillet, 2001,  (ISBN 978-2940145331).